# La Muette (stanice metra v Paříži)
La Muette je stanice pařížského metra na lince 9 v 16. obvodu v Paříži. Nachází se na křižovatce ulic Chaussée de la Muette a Avenue Mozart. Je zde možný přestup na linku RER C.

## Historie
Stanice byla otevřena 8. listopadu 1922 při prodloužení linky mezi stanicemi Exelmans a Trocadéro. 25. září 1988 byla zprovozněna linka RER C na stanici Boulainvilliers, kde je možné přestoupit.

## Název
Jméno stanice je odvozeno od názvu nedalekého zámku Château de la Muette, který dal jméno zdejší čtvrti. Samotný název nejspíš pochází ze slova „meute“ (= smečka psů), které se používaly pro lov v Bois de Boulogne. Druhá možnost je ze slova „mue“ (= shozené parohy), neboť se v loveckém zámečku za Karla IX. ukládalo paroží jelenů.

## Vstupy
Stanice má dva východy – schodiště na rohu ulic Chaussée de la Muette a Avenue Mozart a výstupní eskalátor na Avenue Mozart.

## Zajímavosti v okolí
- Château de la Muette